# 拉莫利納區

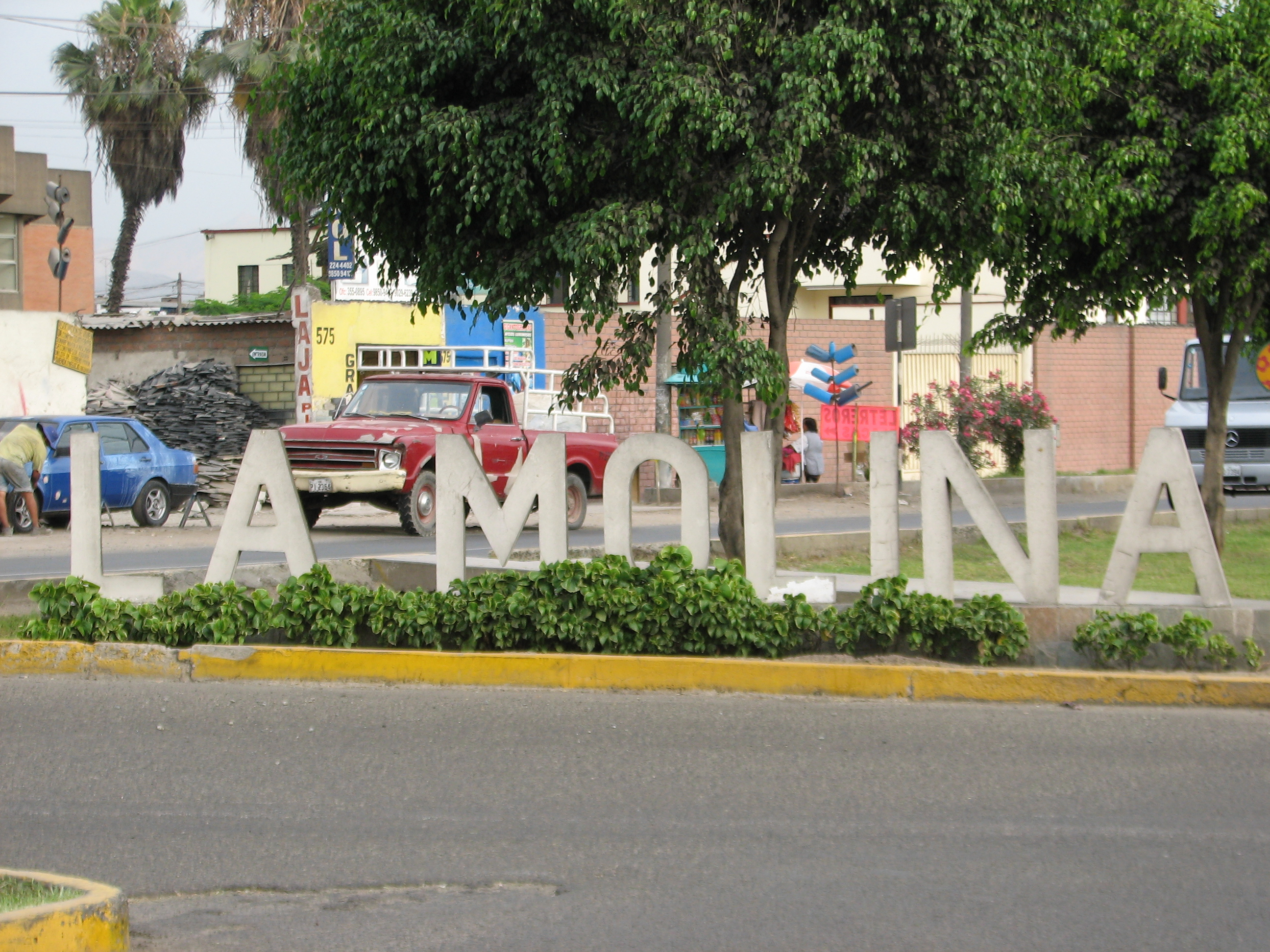

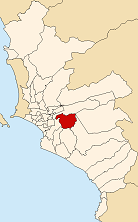

12°4′40″S 76°54′40″W / 12.07778°S 76.91111°W
拉莫利納區（西班牙語：Distrito de La Molina），是秘魯的一個區，位於該國西部利馬大區的利馬省，始建於1962年2月6日，面積65.75平方公里，海拔高度241米，2005年人口124,468，人口密度每平方公里1,900人。